# Antoine de Jussieu
Antoine de Jussieu (Lyon (Francia); 6 de julio de 1686 - París, (íd.) 22 de abril de 1758) fue un médico, botánico y naturalista francés.

## Biografía
Jussieu nació en Lyon, hijo de Christophe de Jussieu o Dejussieu, un boticario de cierto renombre, que había publicado un Nouveau traité de la theriaque (1708).
Practicó la medicina, ocupándose sobre todo de los desheredados y de la gente más pobre. Desde 1718 hizo uso en su práctica médica de la corteza de cassia (Cortex simarubae), un remedio que había llegado a París en 1713 procedente de Cayena. Jussieu escribió unas líneas describiendo la corteza en las memorias de la Academia en 1729, y Carlos Linneo nombró la planta en su honor como Simaruba jussiaei. Las memorias también tienen escritos suyos sobre anatomía humana, zoología, paleontología y mineralogía. Una de esas memorias a la Academia (1723), identificó por primera vez los útiles prehistóricos de piedra con ciertos amuletos contra los rayos (pierres de foudre), y además relacionó los hallazgos prehistóricos europeos con los útiles y herramientas encontrados entre los indígenas americanos.
Además de sus propias publicaciones editó un trabajo de Tournefort, Institutions rei herbariae (3 vols., 1719), ampliado y con anotaciones. También publicó un trabajo póstumo de Jacques Barrelier, Plantae per Galliam, Hispaniam, et Italiam observatae, etc. (1714) cuyos textos se habían perdido en un incendio, salvándose sólo las planchas de las ilustraciones (el trabajo de Jussieu contiene 334 planchas a todo folio y 1392 figuras).

## Obras
- Descriptio et icon Coffeae (café), París (1713).

- Discours sur le progrès de la botanique au jardin royal de Paris, suivi d’une introduction à la connaissance des plantes, París 1718.

- Appendix (enlace roto disponible en Internet Archive; véase el historial, la primera versión y la última).. En Joseph Pitton de Tournefort: Institutiones rei herbariae. 3.ª ed. París (1719)
- The Analogy between Plants and Animals, drawn from the Difference of their Sexes. En Richard Bradley. A Philosophiocal Account of the Works of Nature. Londres, p. 25-32 (1721)

- Reflexions sur plusieurs observations concernant la nature du Gyps. En Histoire de l'Académie royale des sciences. Année 1719. París, p. 82-93 (1721)

- De l’Origine et des usages de la pierre de foudre. París (1723).

- Recherches Physiques sur les Petrifications qui se trouvent en France de diverses parties de Plantes et d'Animaux étrangers. En Histoire de l'Académie royale des sciences. Année 1721. París, p. 69-75 (1723)

- Supplement Au Memoire intitulé Recherches Physiques sur les Petrifications qui se trouvent en France de diverses parties de Plantes et d'Animaux étrangers. En Histoire de l'Académie royale des sciences. Année 1721. París, p. 322-324 (1723)

- De l'origine et de la formation d'une forte de pierre figurée que l'on nomme Corne d'Ammon. En Histoire de l'Académie royale des sciences. Année 1722. París, p. 235-243 (1724)

- Observations sur quelques Ossements d'une Téte d'Hippopotame. En Histoire de l'Académie royale des sciences. Année 1724. París, p. 209-215 (1726)

- Memoires de l´Academie. París (1729).

- Histoire du Kali d'Alicante. En Histoire de l'Académie royale des sciences. Année 1717. París, p. 73-78 (1729)

- Description du Coryspermum Hyssopifolium, Plante d'un nouveau genre. In: Histoire de l'Académie royale des sciences. Année 1712. París, p. 185-187 (1731)

- Histoire du Café. En Histoire de l'Académie royale des sciences. Année 1713. París, p. 291-299 (1739)

- Examen des causes des Impressions des Plantes marquées sur certaines Pierres des environs de Saint-Chaumont dans le Lyonnais. En Histoire de l'Académie royale des sciences. Année 1718. París, p. 287-297 (1749)

- De l'origine & des usages de la pierre de foudre En Histoire de l'Académie royale des sciences. Année 1723. París, p. 6–9 (1753)

- De la nécessité des observations à faire sur la nature des champignons; & la description de celui qui peut être nommé Champignon-Lichen. En Histoire de l'Académie royale des sciences. Année 1728. París, p. 268-272 (1753).

- De la nécessité d'établir dans la méthode nouvelle des plantes, une classe particuliere pour les FUNGUS, à laquelle doivent se rapporter non seulement les champignons, les agaries, mais encore les Lichen: à l'occasion de quoi on donne la description d'une espece nouvelle de Champignons qui a une vraie odeur d'ail. En Histoire de l'Académie royale des sciences. Année 1728. París, pp. 377-383 (1753).

- Traité des vertus des plantes. 1.ª ed. 2.ª ed. París en línea (1772).

## Honores

### Eponimia
El asteroide (9470) Jussieu lleva este nombre en honor de la familia Jussieu.